# Igelsee (Gaistal)
Der Igelsee (auch Egelsee, Negelsee) ist ein Bergsee in Tirol auf einer Seehöhe von 1534 m ü. A.

## Lage
Der Igelsee liegt in einer Mulde unterhalb (nördlich) des Igelskopfs (2224 m ü. A.) im oberen Gaistal zwischen dem Wettersteingebirge im Norden und dem Mieminger Gebirge im Süden im Gemeindegebiet von Ehrwald. 
Der oberflächlich abflusslose See gehört zum Einzugsgebiet der am Oberlauf Gaistalbach genannten, ostwärts abfließenden Leutascher Ache.
Direkt am See vorbei führt die Forststraße zwischen Ehrwald (bzw. der Ehrwalder Alm) und Leutasch, wodurch er zu Fuß oder mit dem Fahrrad leicht zu erreichen ist. Am Ostufer des Sees zweigt von der Forststraße der Steig durch das Igelskar zur Breitenkopfhütte (2017 m ü. A.) ab.

## Umgebung
Der See ist ein periodisches Gewässer mit schwankendem Wasserstand und damit einhergehend variabler Seefläche. Nach Zeiten mit geringem Niederschlag und bei hoher Verdunstung kann er vollständig austrocknen, nach der Schneeschmelze erreicht er seine höchste Ausdehnung. 
Die unmittelbare Umgebung des Igelsees wird im Sommer als Weide genutzt, weshalb das grasbewachsene Ufer vom Vieh meist stark zertreten ist. Darüber hinaus sind die Seeufer ringsum mit Nadelwald umsäumt.

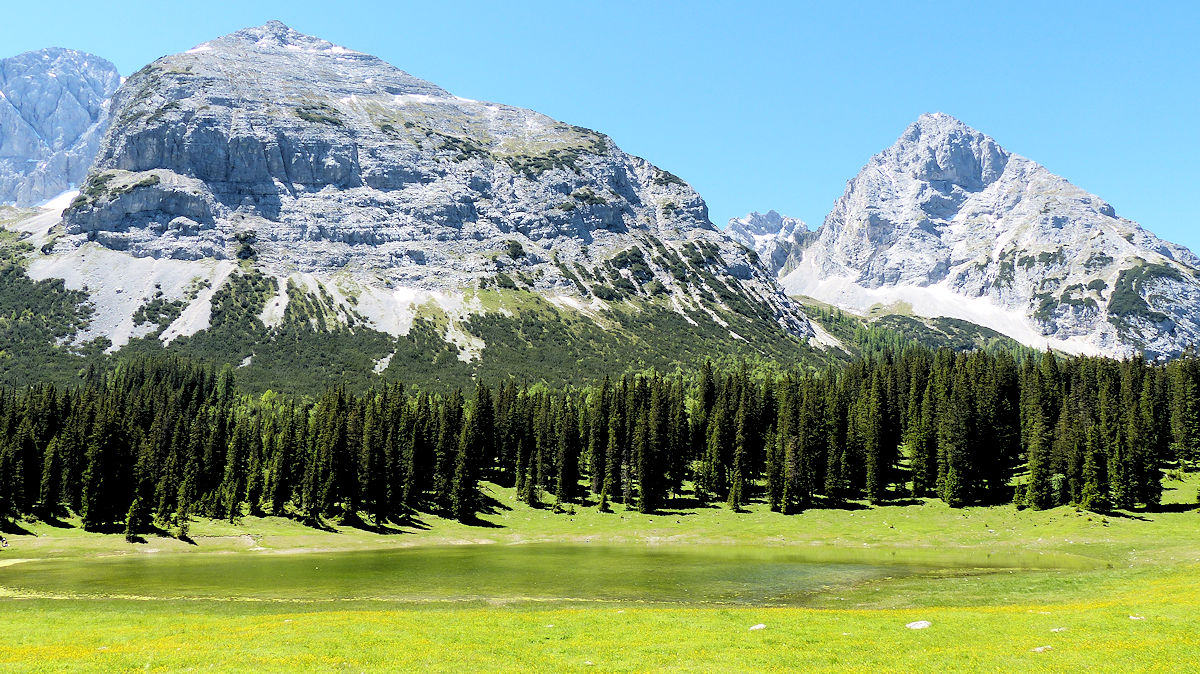
Igelsee vor dem Igelskopf (links) und dem Vorderen Tajakopf (rechts)